# 王姬 (齐襄公夫人)
王姬（前8世纪？—前692年），姬姓，春秋时期东周的王姬（公主），周平王的孙女，周庄王的姑母。
前693年（周庄王四年、鲁庄公元年、齐襄公五年）夏，齐襄公聘娶王姬，天子派單伯送王姬先到鲁国。秋，鲁国在城外建造王姬的行馆。因为王姬不是鲁国之女，而是周王之女，《左传》评论其合礼。冬，王姬到了齐国，齐襄公与成婚。前692年（周庄王四年、鲁庄公二年、齐襄公六年）七月，王姬去世。